# Rio Cervo
O rio Cervo ou rio do Cervo é curso de água localizado no sul do estado de Minas Gerais, Brasil, afluente do rio Sapucaí e subafluente do rio Grande.
Nasce na serra do Cervo, próximo a Pedra do Itaguaçu no município de Ouro Fino e desagua no rio Sapucaí, percorrendo ainda os municípios de Borda da Mata, Senador José Bento, Congonhal, Espírito Santo do Dourado, Pouso Alegre e Silvianópolis, constituindo para os três últimos fronteira natural.